# Niscemi
Niscemi település Olaszországban, Szicília régióban, Caltanissetta megyében. Lakosainak száma 24 934 fő (2023. január 1.). Niscemi Gela, Caltagirone és Mazzarino községekkel határos.

## Népesség
A település lakossága az elmúlt években az alábbi módon változott:
| Lakosok száma | 27 277 | 26 946 | 24 934 |
|               | 2017   | 2018   | 2023   |